# TMGあさか医療センター
TMGあさか医療センター（TMGあさかいりょうセンター）は、埼玉県朝霞市にある病院。
2018年1月1日、朝霞台中央総合病院が『TMGあさか医療センター』に名称変更、新築移転した。戸田中央医科グループ。

## 沿革
- 1977年（昭和52年）4月 - 埼玉県朝霞市西弁財1-8-10(朝霞台駅・北朝霞駅北西)に敷地面積 1128.13㎡ 建築面積 2234.88㎡　鉄筋コンクリート3階建 病床数 122床 診療科目：内科・外科・小児科・整形外科・皮膚科・泌尿器科にて朝霞台中央総合病院 開設。
- 2018年（平成30年）1月 - 東洋大学朝霞キャンパスの跡地に新築移転。TMGあさか医療センターに改称。120床増床し、446床の新病院となる。旧病院はTMGサテライトクリニック朝霞台となった。
- 2018年より、JEPICA（全国てんかんセンター協議会）のメンバーに加入した。

## 標榜診療科目
- 内科
- 呼吸器内科
- 循環器内科
- 消化器内科
- 腎臓内科
- 心療内科
- 外科
- 呼吸器外科
- 消化器外科
- 小児外科・小児泌尿器科
- 肛門外科
- 整形外科
- 脳神経外科
- 形成外科
- 小児科
- 皮膚科
- 泌尿器科
- 婦人科
- 眼科
- 耳鼻科
- リハビリテーション科
- 麻酔科
- 放射線科
- 精神科
- 神経内科
- 救急科
- 緩和ケア内科
- 歯科口腔外科
- てんかんセンター
- 脳卒中センター

## アクセス
- 東武東上線朝霞台駅・武蔵野線北朝霞駅から朝霞市内循環バス根岸台線 朝霞市役所行き、内間木線 内間木公園行乗車「TMGあさか医療センター」下車、または徒歩10分、専用のシャトルバスあり[3]。